# أساس البلاغة
أساس البلاغة كتاب ألفه أبو القاسم محمود بن عمرو بن أحمد، الزمخشري (المتوفى: 538هـ).
يعد الكتاب من أهم المعاجم اللغوية القديمة التي تهتم بالألفاظ العربية وبلاغتها؛ فقد ذكر فيه المصنف المجازات اللغوية والمزايا الأدبية وتعبيرات البلغاء، وقد رتب مواد الكتاب ترتيبًا ألفبائيًا على حسب حروف المعجم. وتتمثل طريقة عرض المؤلف للكتاب في أنه يشرح الكلمة في العربية، مُطعمًا الشرحَ بالقرآن والأحاديث النبوية، وبالأشعار والأمثال العربية، ثم يذكر الاستعمالات المجازية للكلمة المشروحة.